# 谷津田陽一
谷津田 陽一（やつだ よういち、1951年5月4日- ）は、日本の元競輪選手。現役時代は日本競輪選手会福島支部に所属。日本競輪学校（当時）第25期生。同期には荒川秀之助、山藤浩三らがいる。息子の谷津田将吾（83期）も競輪選手。福島県双葉郡双葉町在住。

## 経歴
福島県の出身だが、競輪選手としての最初の登録地は神奈川であり、小田原競輪場をホームバンクとしていた。師匠は往年の名マーカーとしても知られた力石岩夫。デビュー戦は1967年9月15日のホーム・小田原で迎え1着だった。しかし上記の荒川らと比較するとやや出世が遅れ、初めて特別競輪（現在のGI）の決勝へと駒を進めたのは1973年の競輪祭（4着）であった。その後も特別競輪では常時出場を果すもこれといって特筆すべき成績は収められなかった。
ところが1977年に突然の開花。高松宮杯決勝では、2センターで中野浩一の捲りを金網スレスレまで押し上げた岩崎誠一（2着失格）のプレーがあったとはいえ、見事GI初制覇を果し、続くオールスター競輪（千葉競輪場）決勝でも、直線で一気に伸びて優勝を果し特別競輪連覇を成し遂げた。
自力兼備のスピードは中野時代に入ってからもトップクラスで、位置に固執せず自在な仕掛けで伸びてくる脚は中野、菅田、吉井ら若手が軸になる特別競輪準決勝でも常に波乱を呼ぶ不気味さを有していた。
1980年は特に好調で年頭の立川鳳凰賞で中野を破って優勝したのを始め上半期だけで5回の記念制覇、中野の1億円達成レースとなった松戸記念でも鈴木正彦の番手から追い込んだ中野の後位から伸び8分の1輪差まで肉薄している。

### 師匠が涙して喜んだ
谷津田といえば、師匠の力石との関係が有名である。力石は谷津田にことのほか厳しく接し、場合によっては鉄拳も辞さなかったという。また谷津田が初めて記念を制覇したときも力石は全く喜ばなかったという。しかし、谷津田が宮杯を制したときには大喜びし、「よくやった！」と初めて谷津田を労った。力石自身は特別競輪決勝においては最高で2着の経験（1955年全国争覇競輪）はあるが、優勝はできなかった。自分ができなかったことを谷津田がよく果してくれた、という思いが労いの言葉に表れたのだろうと言われている。またこれで谷津田も気を良くしたのか、続くオールスターも制覇することになった。

### 現役晩年
現役晩年には郷里である福島県に戻り、また息子の将吾が競輪選手を目指していたこともあって、双葉町に自宅を構えた。自宅の敷地には練習道場も構え、そこで競輪選手を目指す若者を指導するようになった。谷津田の練習グループからは将吾のほか、GIタイトルホルダーでもあり北京・ロンドン両大会自転車競技（トラックレース）日本代表でもあった渡邉一成ら10名を競輪選手に育て上げた。
1992年5月28日、小松島競輪場にて通算500勝を達成。
2002年7月31日、選手登録消除。通算戦績591勝。なお、1976年以降のみに限ると、1928戦302勝、優勝30回（うちGI2回）。

### 現役引退後
引退後もそのまま双葉町で暮らしていたが、2011年に発生した東日本大震災による福島第一原子力発電所事故の影響で避難指示を出され、それから長らくの間避難生活を強いられた。その後、2022年1月より帰還に向けた準備宿泊を続け、8月30日付けでようやく避難指示が解除された。現在は妻と二匹の飼い犬と暮らしている。

## 主な獲得タイトル
- 1977年 - 高松宮杯競輪（大津びわこ競輪場）、オールスター競輪（千葉競輪場）